# Калафатис, Георгиос
Георгиос Калафатис (греч. Γεώργιος Καλαφάτης, итал. Giorgio Calafatti, лат. Georgius Calafattus; около 1652 года — 9 февраля 1720) — греческий профессор теоретической и практической медицины эпохи итальянского Возрождения Работал в основном в городах Падуя и Венеция в XVII веке.

## Биография
Георгиос Калафатис родился на острове Крит в 1652 году, в городе Ханья. Его отец принадлежал состоятельной местной греческой семье, которая происходила из императорской византийской семьи.
В своей ранней карьере Георгиос изучал медицину и переехал в Италию, чтобы продолжить своё образование. Поступив в Падуанский университет в 1679 году, он стал профессором практической и теоретической медицины, в возрасте всего лишь 29 лет.
В 1682 году Калафатис переехал в Венецию, где написал свою работу Trattato sopra la peste. Здесь он познакомился и женился на Alba Caterina Muazzo, венецианке из аристократической семьи. В 1692 году он стал членом Академии дей Риковрати Падуи.
Умер 9 февраля 1720 года в Падуе и похоронен вместе со своей женой в Базилике.